# Hoplopleura longula
Hoplopleura longula – gatunek wszy z rodziny Hoplopleuridae. Powoduje wszawicę. Występuje na różnych gatunkach drobnych gryzoni dzikich, najczęściej na różnych przedstawicielach myszowatych. Typowym żywicielem jest badylarka (Micromys minutus). Stwierdzana również na ryjówce aksamitnej (Sorex araneus) i norniku zwyczajnym (Microtus arvalis).
Samica wielkości 1,1 mm, samiec mniejszy wielkości 1 mm. Wszy te mają ciało silnie spłaszczone grzbietowo-brzusznie. Samica składa jaja zwane gnidami, które są mocowane specjalnym "cementem" u nasady włosa. Rozwój osobniczy trwa po wykluciu się z jaja około 14 dni. Pasożytuje na skórze. Występuje w Europie i Azji.